# Terminoloog
Een terminoloog is een taalkundige die zich bezighoudt met termcreatie en termbeheer. Termcreatie omvat het vormen van nieuwe termen voor nieuwe concepten. Termbeheer is belangrijk om eenduidige teksten en vertalingen te kunnen schrijven. Terminologen zijn aan de slag in grote ondernemingen en internationale organisaties, zoals autofabrikanten en de Europese instellingen.

## Geschiedenis
Voordat het systematisch beschrijven van terminologie als wetenschap ontstond, was er vooral in de technische terminologie veel verwarring. Pas in de loop van 19de eeuw begonnen de eerste vaktermen een duidelijke definitie te krijgen. De grondlegger van de terminologie als wetenschap en daarmee ook van het beroep terminoloog was de Oostenrijkse ingenieur en taalkundige Eugen Wüster. In 1931 schreef hij het terminologische standaardwerk Internationale Sprachnormung in der Technik, besonders in der Elektrotechnik, dat als eerste grote wetenschappelijke terminologische verhandeling geldt.

## Opleiding
Er bestaat in het Nederlandse taalgebied geen opleiding terminologie meer. Tot 2007 was er een specifieke masteropleiding Terminologie aan de Vrije Universiteit Amsterdam. Terminologie komt echter nog wel als vak aan bod in een aantal universitaire opleidingen, vooral in de opleidingen Toegepaste Taalkunde.

## Beroepspraktijk
Een terminoloog creëert termen en beheert die vervolgens in een terminologiebank of termenbank. Een goed beheerde een- of meertalige termenbank is in de huidige geglobaliseerde wereld belangrijk. Slecht termbeheer kan namelijk tot vertaalfouten leiden, die veel geld kunnen kosten en de veiligheid en gezondheid van mensen in het gedrang kunnen brengen.
Een terminoloog is binnen een onderneming of organisatie voor verschillende delen van het terminologiewerk verantwoordelijk. Als er binnen de organisatie nog geen termbeheer is, moet hij de termen verzamelen, definiëren en de verzameling en definities up-to-date houden. Verder moet een terminoloog ervoor zorgen dat de termen niet dubbelzinnig zijn. Ook standaardiseert hij dan de terminologie en waakt over het gebruik ervan volgens de norm. Hij adviseert ook preventief over het gebruik van gestandaardiseerde terminologie..

## Terminologie in het Nederlandse taalgebied
In het Nederlandse taalgebied bestaan er verschillende initiatieven en organisaties voor terminologen. Een aantal organisaties zijn opgericht in samenwerking met de Nederlandse Taalunie.
De belangrijkste terminologievereniging is NL-Term, vereniging voor Nederlandstalige terminologie. De organisatie bestaat sinds 1997. Sinds 2007 organiseert NL-Term elk jaar de TiNT-dag (Terminologie in het Nederlandse Taalgebied) om een platform te bieden aan iedereen die zich professioneel bezighoudt met terminologie. Die TiNT-dagen vinden afwisselend in Vlaanderen en Nederland plaats in samenwerking met het Steunpunt Nederlandse Terminologie.
Het Steunpunt Nederlandse Terminologie (SNT) is een initiatief van de Nederlandse Taalunie. Het SNT werd in 2007 opgericht en is het informatie- en adviespunt voor terminologie in het Nederlandse taalgebied. Het Steunpunt biedt ook terminologieadvies aan bedrijven, organisaties en taalprofessionals. Daarnaast is er ook NedTerm, een website van de Taalunie. NedTerm werd opgericht toen bleek dat er in het Nederlands een grote behoefte bestond aan betrouwbare informatie over terminologie.
Een gedeeltelijk overkoepelende organisatie op initiatief van de Europese Commissie is de Interinstitutionele Termraad Nederlands. Binnen die organisatie werkt de Taalunie samen met de Europese Unie aan terminologische afstemming tussen de vertaaldiensten van de verschillende Europese instellingen en de Nederlandse, Belgische en Vlaamse overheden. Dat soort afstemming is typisch het werk van terminologen.